# Atto di resa giapponese
L'atto di resa giapponese (in inglese: Japanese Instrument of Surrender, in giapponese: Kofukubunsho) fu l'accordo scritto che stabilì l'armistizio che pose fine alla guerra del Pacifico e alla seconda guerra mondiale.
Venne firmato dalle rappresentanze di Impero giapponese, Stati Uniti d'America, Repubblica di Cina, Regno Unito, Unione Sovietica, Commonwealth dell'Australia, Dominion del Canada, Governo provvisorio della Repubblica francese, Regno dei Paesi Bassi e Dominion della Nuova Zelanda sul ponte della USS Missouri nella baia di Tokyo il 2 settembre 1945. La data è a volte ricordata come "Giornata della vittoria sul Giappone", sebbene questa definizione sia più frequentemente usata per definire l'annuncio alla radio, da parte dell'imperatore Hirohito, dell'accettazione dei termini della dichiarazione di Potsdam il 15 agosto.

## Cerimonia di resa
La cerimonia a bordo della Missouri durò circa 23 minuti e venne trasmessa in tutto il mondo. La prima firma sulla resa fu quella del ministro degli esteri giapponese Mamoru Shigemitsu "per comando e in nome dell'Imperatore del Giappone e del Governo Giapponese" (9:04). Successivamente venne firmata dal generale Yoshijirō Umezu "per comando e in nome dei quartier generali imperiali giapponesi" (9:06), dal generale statunitense Douglas MacArthur, comandante nel Pacifico sudoccidentale e Comandante Supremo delle Potenze Alleate (9:08).
Come testimoni, il tenente generale Jonathan Mayhew Wainwright IV, comandante delle forze statunitensi costrette alla resa nelle Filippine nel maggio 1942 e il tenente generale Arthur Ernest Percival, comandante delle forze britanniche costrette alla resa a Singapore nel febbraio 1942, che ricevettero due delle sei penne utilizzate per firmare il documento. Un'altra penna venne inviata all'Accademia militare di West Point. Dopo la firma di MacArthur in qualità di Comandante Supremo, i seguenti rappresentati firmarono la resa in nome della rispettiva nazione alleata:
- Ammiraglio della flotta Chester Nimitz per gli Stati Uniti (9:12)[4]
- Generale Hsu Yung-Ch'ang per la Repubblica di Cina (9:13)[5]
- Ammiraglio Sir Bruce Fraser per il Regno Unito (9:14)[6]
- Tenente generale Kuz'ma Derevjanko per l'Unione Sovietica (9:16)[7]
- Generale Sir Thomas Blamey per l'Australia (9:17)[8]
- Colonnello Lawrence Moore Cosgrave per il Canada (9:18)[9]
- Generale Philippe Leclerc de Hauteclocque per la Francia (9:20)[10]
- Luitenant-Admiraal Conrad Helfrich per i Paesi Bassi (9:21)[11]
- Vice maresciallo dell'aria Leonard Monk Isitt per la Nuova Zelanda (9:22)[12]

Il 6 settembre il colonnello Bernard Theilen prese in consegna il documento e una trascrizione imperiale e la portò a Washington, presentandola al presidente degli Stati Uniti Harry Truman durante una cerimonia formale alla Casa Bianca il giorno successivo. Questi documenti sono da allora esposti agli archivi nazionali statunitensi.

## Bandiere alla cerimonia
Sul ponte della Missouri furono poste due bandiere statunitensi. Una storia che si racconta comunemente è che una delle due bandiere stesse sventolando sulla Casa Bianca nel giorno dell'attacco di Pearl Harbor. Tuttavia, il capitano Stuart Murray della Missouri spiegò:

## Galleria d'immagini

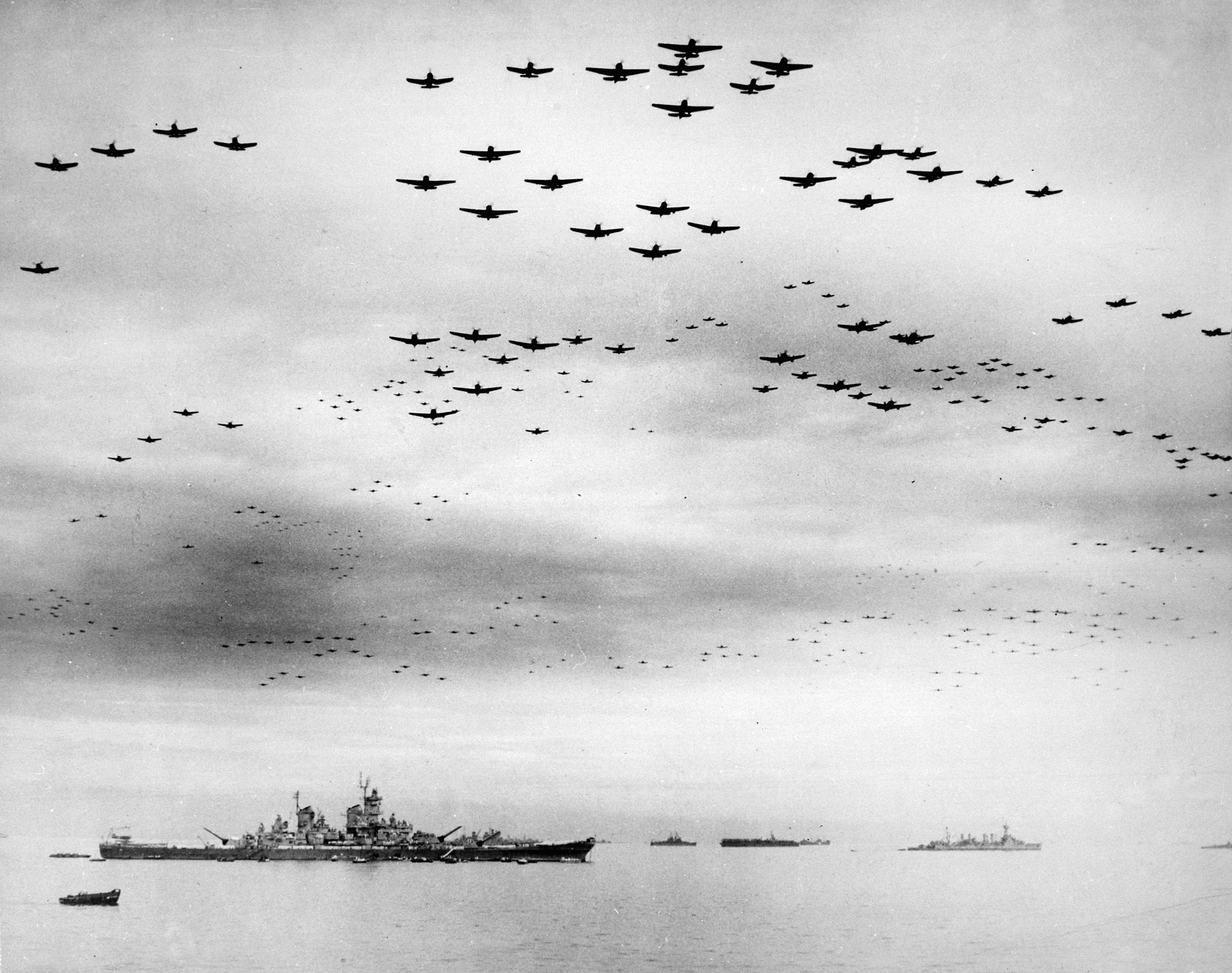
Enorme squadriglia di aeroplani americani sopra la USS Missouri e la baia di Tokyo per celebrare la firma, 2 settembre 1945
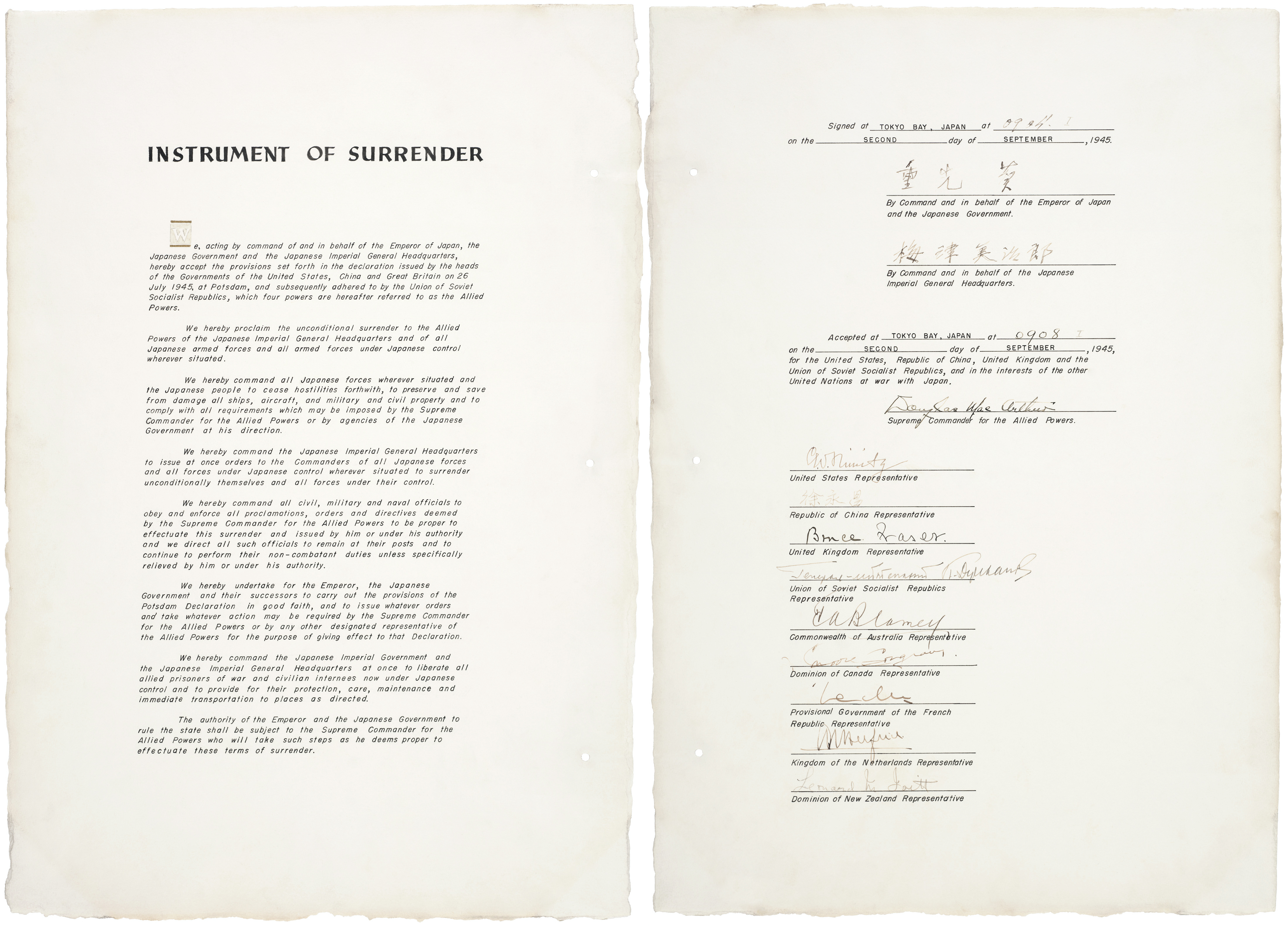
Documento di resa giapponese